# Diane Downs
Elizabeth Diane Downs, (prej Frederickson) ameriška kriminalka, * 7. avgust 1955
Maja leta 1983 je s strelom s pištolo umorila svojo hčer Cheryl ter poskušala umoriti svoja dva druga otroka Christie in Stephena blizu Springfielda v Oregonu v ZDA. Po zločinu je policiji trdila, da so se z otroki zvečer vračali nazaj domov, ko se ji je na cesti prikazal nek moški, ki ji je poiskušal ukrasti avtomobil in ustrelil otroke. Leta 1984 je bila obsojena na dosmrtno zaporno kazen in petdeset let zapora. Leta 1987 ji je uspelo pobegniti iz zapora vendar so jo po 10 dneh najšli in zopet pridržali.
Diane Downs je trikrat prosila za pogojni izpust, vendar so ji vse tri zavrnili.

## Zgodnje življenje
Diane Downs se je rodila 7. avgusta 1955 v Phoenixu v Arizoni staršema Wesleyju Lindenu in Willadene (Engle) Fredericsonu. Diane je pričala, da jo je oče spolno zlorabljal, ko je bila stara 12 let. Diplomirala je na srednji šoli Moon Valley v Phoenixu, kjer je spoznala svojega moža Steva Downsa. Po srednji šoli se je vpisala na Pacific Coast Baptist Bible College v Orangeu v Kaliforniji, vendar so jo po enem letu izključili.

## Poroka in otroci
Diane je pobegnila od doma, da se je lahko dne 13. novembra 1973 se je Diane poročila s Stevom Downsom. Njun prvi otrok je bila deklica Christie Ann, ki se je rodila leta 1974. Čez dve leti se je rodila Cheryl Lynn. Leta 1979 pa se je rodil še tretji otrok Stephen Daniel. Par se je ločil leta 1980, ker je Steve mislil, da je Stephen Daniel, znan kot Danny, posledica Dianinega varanja. Diane je 8. maja 1982 rodila hčer, ki ji je dala ime Jennifer kasneje se ji je pa odpovedala.
Downs je bil zaposlen v poštni službi Združenih držav Amerike, ki je bila dodeljena poštnim potem v mestu Cottage Grove v Oregonu.

## Streljanje
Dne 19. maja 1983 ustrelila svoje tri otroke in jih v okrvavljenem avtomobilu odpeljala v bolnišnico McKenzie-Willamette v Springfieldu v Oregonu. Ob prihodu je bila Cheryl že mrtva, Danny je bil paraliziran od pasu navzdol, Christie pa je utrpela možgansko kap.  Diane pa, da bi prikrila svoje dejanje ustrelila še sebe v levo roko. Trdila je, da ji je hotel na podeželski cesti blizu Springfielda ugrabiti neznanec, ki je ustrelil njo in otroke. Vendar so policisti in delovci v bolnišnici postali sumničavi, zaradi njenega obnašanja saj je bila preveč mirna za osebo, ki je pred kratkim doživela tako travmatičen trenutek in smrt otrok. Sicer pa je podala tudi številne izjave, ki so jih tako policisti kot delavci v bolnišnici ocenili za zelo neprimerne.
Sumi na njeno delo so se okrepili ko je ob prihodu v bolnišnico obiskala svoje otroke in poklicala Roberta Knickerbockerja, ki je bil njen sodelavec in je imela s njim afero.  Kasneje se tudi forenzični podatki niso ujemali z njeno zgodbo, saj na voznikovi strani avtomobila ni bilo škropljenja krvi, prav tako ni bilo ostankov smodnika na voznikovih vratih ali na notranji ploščih vrat. Takrat je tudi Knickerbocker policiji tudi prijavil, da ga je Downs zalezovala in mu rekla, da je bil pripravljena njegovo ženo, če bi to pomenilo, da bi ga lahko imela Diane zase.
Diane pa policiji ni razkrila, da ima v lasti pištolo kalibra .22, vendar sta policijo obvestila tako Steve kot Knickerbocker, da ima pištolo v lasti. Preiskovalci so pozneje odkrili, da je pištolo kupila v Arizoni. Orožja sicer niso mogli najti vendar so pa na njenem domu našli neizstreljene naboje, ki so pripadali morilskemu orožju.
Diane je policistom na postaji tredila, da se je po streljanju peljaja v bolnišnico z »veliko hitrostjo«, vendar so jo pa videle priči, ki pa so trdili, da se je peljala izjemno počasi, predvidevajo da med 8-11km/h.
Na podlagi dokazov je bila Diane Downs aretirana 28. februarja 1984. Obtožena je bila enega umora in vseh obtožb za poiskus umora in kaznjivega napada.

### Tožilstvo
Tožilci so trdili, da je Downs ustrelil svoje otroke, da bi se jih osvobodila, saj bi tako lahko nadaljevala afero s Knickerbockerjem, ki pa ji je dal vedeti, da ne želi otrok v svojem življenju. Velik pomen pa je imelo tudi pričanje preživele hčerke Christie, ki je, ko si je povrnila sposobnost govora opisala, kako je njena mama ustrelila vse tri otroke, ko so bili parkirani ob cesti in kako je nato ustrelila še sebe v roko.
Downs je bila 17. junija 1984 obsojena na dosmrtno zaporno kazen plus petdeset let. Preden bi obravnavali njeno prošnjo za pogojni izpust pa mora preživeti petindvajset let v zaporu, vendar ji je sodnik že na sojenju  jasno povedal, da naj ne namerava, da bi bila še kdaj svobodna.

### Posledice
Preživela otroka sta na koncu živela pri glavnem tožilcu v primeru Fredu Hugiju. Z ženo Joanne sta ju posvojila leta 1986.
Pred aretacijo je Downs zanosila s petim otrokom in mesec dni po sojenju leta 1984 pa je rodila deklico, ki ji je dala ime Amy Elizabeth. Deset dni pred njeno obsodbo pa je Amy zasegla država Oregon, posvojila pa sta jo Chris in Jackie Babcock, ki sta jo pozneje preimenovala v Rebecco. Kot odrasla je Rebecca nastopila v več pogovornih oddajah, kjer je razpravljala o tem, kako se počuti do svoje biološke matere. Priznala je da je biološki mami pisala v najstniških letih in izjavila, da obžaluje, da ji je sploh začela pisati ter jo primerjala s »pošast«.
Diana Downs je bila sprva zaprta v zaporu za ženske v Salemu. Vendar je dne 11. julija 1987 je pobegnila iz svoje celice tako, da se je povzpela na osemnajst metrov visoko ograjo iz žici. Uspelo ji je zbežati in se skriti za deset dni, iskali so pa jo v štirinajstih zvezdnih državah. Zaradi pobega je prejela še dodatnih pet let zapora. Po ponovnem pridržanju pa so jo premestili v popravni dom za ženske v New Jerseyu. Po tem, ko je odslužila deset let je bila leta 1994 premeščena na kalifornijski oddelek za poboljšanje in rehabilitacijo. V zaporu je pridobila diplomo iz splošnih študij. Leta 2010 je bila premeščena v ženski zapor Valley State v Chowchilla v Kaliforniji, vendar so jo premestili leta 2013, zaradi prenove v zapor za moške.

### Zaslišanje za pogojni izpust
Downsova kazen je pomenila, da ni mogla biti obravnavana za pogojni izpust do leta 2009. Po takratni zakonodaji Oregona bi bila kot nevarna storilka Downs upravičena do zaslišanja za pogojni izpust vsaki dve leti, dokler je ne izpustijo ali ne umre v zaporu. V svoji prvi prošnji za pogojni izpust leta 2008 je Downs ponovno potrdila svojo nedolžnost. Vztrajala je, da je moški usrelil njo in njene otroke in, da nikoli ni spremenila svoje zgodbe. Njeno prvo zaslišanje za pogojni izpust je bilo 9. decembra 2008, vendar so jo zavrnili. Downsova se je soočila z drugim zaslišanjem za pogojni izpust 10. decembra 2010, tudi tokrat so jo zavrnili. Njena naslednja obravnava za pogojni izpust je bila predvidena za leto 2020, vendar je bila zavrnjena.

## Otroci
Christie Downs ima dva otroko in svojo hčerko je poimenovala Cheryl v spomin na svojo pokojno sestro.